# Чемпионат Венгрии по волейболу среди мужчин
Чемпионат Венгрии по волейболу среди мужчин — ежегодное соревнование мужских волейбольных команд Венгрии. Проводится с 1947 года.
Соревнования проводятся в двух дивизионах — экстралиге и 1-м. Организатором чемпионатов является Венгерская федерация волейбола. 

## Формула соревнований
Чемпионат в экстралиге в сезоне 2024/25 проводился в два этапа — предварительный и плей-офф. На предварительной стадии команды играли в два круга. 8 лучших вышли в плей-офф и далее по системе с выбыванием определили финалистов, которые разыграли первенство. Серии матчей плей-офф проводились до трёх побед одного из соперников.
За победу со счётом 3:1 и 3:0 команды получают по 3 очка, за победу 3:2 — 2, за поражение 2:3 — 1 очко, за поражение 0:3 и 1:3 очки не начисляются.
В экстралиге чемпионата 2024/25 участвовали 12 команд: «МАВ-Элёре» (Секешфехервар), «ФИНО-Капошвар» (Капошвар), МАФК-БМЕ (Будапешт), «Ведьес» (Казинцбарцика), «Дебрецен-ЭАК» (Дебрецен), «Пенцюдьёр» (Будапешт), «Кечкемет», ТФШЕ (Будапешт), «Даг-КШЕ», МЕАФК (Мишкольц), «Видукс» (Сегед), «Дунаферр» (Дунауйварош). Чемпионский титул выиграл «МАВ-Элёре», победивший в финальной серии «ФИНО-Капошвар» 3-0 (3:1, 3:2, 3:2). 3-е место занял «Ведьес».

## Чемпионы
| - 1947 «Ганц» Будапешт - 1948 «Ганц» Будапешт - 1949 МТК «Чепель» Будапешт - 1950 «Вашаш» Будапешт - 1950 «Вашаш» Будапешт - 1951 «Чепель» Будапешт - 1952 «Чепель» Будапешт - 1953 «Чепель» Будапешт - 1954 «Чепель» Будапешт - 1955 «Дожа» Будапешт - 1956 — - 1957 «Уйпешти Дожа» Будапешт - 1958 «Уйпешти Дожа» Будапешт - 1959 «Уйпешти Дожа» Будапешт - 1960 «Уйпешти Дожа» Будапешт - 1961 «Уйпешти Дожа» Будапешт - 1962 «Уйпешти Дожа» Будапешт - 1963 «Уйпешти Дожа» Будапешт - 1964 «Гонвед» Будапешт - 1965 «Гонвед» Будапешт - 1966 «Гонвед» Будапешт - 1967 «Гонвед» Будапешт - 1968 «Чепель» Будапешт - 1969 «Чепель» Будапешт - 1970 «Чепель» Будапешт - 1971 «Уйпешти Дожа» Будапешт - 1972 «Уйпешти Дожа» Будапешт - 1973 «Чепель» Будапешт - 1974 «Чепель» Будапешт - 1975 «Уйпешти Дожа» Будапешт - 1976 «Чепель» Будапешт - 1977 «Чепель» Будапешт - 1978 «Чепель» Будапешт - 1979 «Чепель» Будапешт - 1980 «Гонвед» Будапешт - 1981 «Гонвед» Будапешт - 1982 «Чепель» Будапешт - 1983 «Кечкемет» - 1984 «Тунгшрам» Будапешт - 1985 «Тунгшрам» Будапешт | - 1986 «Тунгшрам» Будапешт - 1987 «Кечкемет» - 1988 «Тунгшрам» Будапешт - 1989 «Чепель» Будапешт - 1990 «Уйпешти Дожа» Будапешт - 1991 «Уйпешт» Будапешт - 1992 «Шомодь» Капошвар - 1993 «Шомодь» Капошвар - 1994 «Шомодь» Капошвар - 1995 «Медихимия» Сегед - 1996 «Медихимия» Сегед - 1997 «Шомодь» Капошвар - 1998 «Саболч Габона» Ньиредьхаза - 1999 «Пини» Капошвар - 2000 «Комета» Капошвар - 2001 «Комета» Капошвар - 2002 «Дунаферр» Дунауйварош - 2003 «Ведьес» Казинцбарцика - 2004 «Ведьес» Казинцбарцика - 2005 «Комета» Капошвар - 2006 «Ведьес» Казинцбарцика - 2007 «Комета» Капошвар - 2008 «Комета» Капошвар - 2009 «Комета» Капошвар - 2010 «Диамант» Капошвар - 2011 «ФИНО-Капошвар» - 2012 «ФИНО-Капошвар» - 2013 «ФИНО-Капошвар» - 2014 «Кечкемет» - 2015 «ФИНО-Капошвар» - 2016 «ФИНО-Капошвар» - 2017 «ФИНО-Капошвар» - 2018 «Ведьес» Казинцбарцика - 2019 «Ведьес» Казинцбарцика - 2020 чемпионат не завершён, итоги не подведены - 2021 «Пенцюдьёр» Будапешт - 2022 «Пенцюдьёр» Будапешт - 2023 «ФИНО-Капошвар» - 2024 «ФИНО-Капошвар» - 2025 «МАВ-Элёре» Секешфехервар |